# Level
Level (scris și ca LeveL sau LEVEL) este o revistă din Cehia despre jocuri video care a apărut în anul 1995. Din 1997 au apărut ediții în alte limbi, în România și Turcia.

## Level România
În septembrie 1997, Vogel Publishing Romania a lansat prima revistă din România de jocuri video cu denumirea "LEVEL INTERNATIONAL GAMES MAGAZINE".
A apărut lunar la chioșcurile de ziare împreună cu un DVD cu o colecție formată dintr-un joc, la care se adaugă filme, imagini, programe, etc.
În 1997 au apărut 4 numere cu CD. Primele 2 numere din septembrie și octombrie au avut fiecare câte 4 pagini (la un preț de 14.800 lei exemplarul), iar următoarele 2 numere din noiembrie și decembrie au avut fiecare câte 52 pagini (la un preț de 18.000 lei exemplarul). Pe  CD-ul primului număr au apărut versiuni demo sau shareware ale jocurilor Buccaneer, Comanche 3 (update), Constructor, Dark Colony, Dungeon Keeper, F-16 Fighting Falcon, Mass Destruction, Panzer General 2 și altele.
LEVEL a oferit un DVD cu fiecare număr începând din 2006 și un joc full din 2002.
LEVEL a înregistrat vânzǎri de 21.000 de exemplare și a avut 76.000 de cititori per ediție.
Ultima ediție tipărită Level a fost publicată în decembrie 2013.
Din decembrie 2013, LEVEL nu mai există pe piața din România. Vechea echipă a realizat o nouă revistă online numită „NIVELUL2”. În limba engleză, NIVELUL2 înseamnă LEVEL2, iar noua revistă este cunoscută ca fiind succesorul spiritual al fostei reviste de jocuri de top din teritoriu. Apare lunar începând cu ianuarie 2016.